# Jaume Viladrich i Gaspar
Jaume Viladrich i Gaspar (Clarà, 14 de gener de 1865 - Valfermoso de Tajuña, 20 de setembre de 1926), bisbe català, era el bisbe preconitzat de Vic i va ser bisbe titular de Tricomia i auxiliar de Burgos.

## Biografia
Era natural de Cal Gaspar de Clarà, una entitat de població del municipi de Castellar de la Ribera al Solsonès.
Cursà els estudis al Seminari de Solsona i es va doctorar en Dret canònic i llicenciar en Sagrada Teologia a Tarragona 
Ordenat prevere el 1888, va iniciar la seva carrera eclesiàstica a Solsona on va coincidir amb la restauració de la diòcesi durant l'administració apostòlica dels bisbes Josep Morgades, Ramon Riu i Cabanes i Joan Benlloch. Durant aquesta etapa fou professor del Seminari Diocesà (1888-1907), fiscal de la Cúria Eclesiàstica (1895-1909), secretari de cambra i de Govern de la diòcesi (1900-01), vicari general i delegat general de capellanies (1901-07) i canonge doctoral per oposició (1904-10). També va ser el fundador del Museu Diocesà de Solsona i autor de diversos estudis d'història i arqueologia, entre les quals destaca la que es pot considerar la primera monografia artística del Santuari del Miracle.
A la diòcesi d'Urgell, es convertí en el vicari general (1901) del bisbe Riu i Cabanes quan aquest fou traslladat a la Seu d'Urgell. Més tard, entre els anys 1907 i 1919, fou la mà dretà del bisbe Joan Benlloch. Durant el seu episcopat, va ser professor del Seminari i prefecte d'estudi i va ocupar els càrrecs de vicari general, provisor i delegat general de capellanies. També va ser membre del capítol catedralici amb els càrrecs d'ardiaca i vicari capitular i, a més, va ser delegat permanent pels afers polítics d'Andorra i jutge suprem de les causes civils del Principat d'Andorra.
El maig de 1910, el papa Pius X li va atorgar la dignitat de prelat domèstic de Sa Santedat.
Quan el cardenal Benlloch fou designat arquebisbe de Burgos, continuà la seva carrera al seu costat com a vicari general de l'arxidiòcesi.
El 26 de juny de 1921, va ser nomenat bisbe titular de Tricomia i auxiliar de Burgos pel papa Benet XV i va rebre la consagració episcopal el dia 25 de juliol. El 10 de maig de 1926, fou preconitzat bisbe de Vic pel papa Pius XI.
Morí sobtadament el 20 de setembre de 1926, pocs mesos després del seu nomenament com a bisbe de Vic, al convent de monges benedictines de Valfermoso on havia acudit per veure a la seva germana i on fou enterrat.

## Obra
- 1897: Memòria històrica i descriptiva de la imatge i Santuari de Nostra Senyora del Miracle, de Riner (Bisbat de Solsona). Lleida: Acadèmia Bibliogràfica Mariana.[6]